# Elisabeth Ludovika van Beieren
Elisabeth Ludovika van Beieren (München, 13 november 1801 — Dresden, 14 december 1873) was een dochter van koning Maximiliaan I Jozef van Beieren en diens tweede echtgenote koningin Caroline van Baden.

## Jeugd en familie
Elisabeth ("Elise") werd geboren op 13 november 1801 in München, haar vader was toen keurvorst van Beieren. Haar moeder, Caroline, was de tweede echtgenote van haar vader. Zijn eerste echtgenote was prinses Augusta Wilhelmina van Hessen-Darmstadt, die plotseling stierf in 1796. Uit haar vaders eerste huwelijk werden geboren; kroonprins Ludwig de latere koning van Beieren, prinses Augusta huwde met Eugène de Beauharnais stiefzoon van keizer Napoleon I van Frankrijk, prinses Caroline huwde met keizer Frans I van Oostenrijk en prins Karel huwde met Marie-Anne-Sophie Petin.
Na de dood van Augusta Wilhelmina hertrouwde Maximiliaan met Caroline van Baden, een dochter van Karel Lodewijk van Baden en Amalia van Hessen-Darmstadt. Caroline was een zuster van tsarina Elisabeth Alexejevna de vrouw van tsaar Alexander I van Rusland en van koningin Frederika de vrouw van koning Gustaaf IV Adolf van Zweden. Uit het tweede huwelijk werd als eerst een zoon geboren, Maximiliaan, maar hij stierf op jonge leeftijd. Toen werd er in 1801 een tweeling geboren prinses Elisabeth en prinses Amalia (1801-1877) zij huwde later koning Johan van Saksen. Ze waren niet de enige tweeling aan het Beierse hof want op 27 januari 1805 werden prinses Sophie en prinses Maria geboren. Sophie huwde later aartshertog Frans Karel van Oostenrijk en Maria huwde koning Frederik August II van Saksen. Sophie werd de moeder van keizer Frans Jozef I van Oostenrijk. In 1808 werd prinses Ludovika geboren die later huwde met hertog Maximiliaan Jozef in Beieren, zij werd moeder van keizerin Elisabeth van Oostenrijk-Hongarije (Sisi).

## Huwelijk en koningin van Pruisen
Op 29 november 1823 trad Elisabeth Ludovika in het huwelijk met kroonprins Frederik Willem van Pruisen. Elisabeth steunde Frederik Willems interesses, waaronder zijn liefde voor de kunsten, die hij tot zijn dood bleef houden. In 1830 bekeerde Elisabeth zich tot het protestantisme. In 1825 liet Frederik Willem voor haar in Potsdam het Charlottenhof bouwen. In 1840 werd het paar tot koning en koningin van Pruisen gekroond. Elisabeth had zeer veel invloed op allerlei gebieden, maar vooral de band tussen Pruisen en het Keizerrijk Oostenrijk had haar grootste belangstelling. Ten tijde van de kroning van Elisabeth en Frederik Willem ontstonden er geruchten over de geestelijke vermogens van de koning. In 1858 is Frederik Willem dusdanig "ziek" dat hij de regering overlaat aan zijn broer, prins Wilhelm.

## Koningin-weduwe en overlijden
Elisabeth was een voorbeeldige vrouw voor Frederik Willem en ze hield zeer veel van hem. Tijdens zijn lange ziekbed trad Elisabeth op als zijn verpleegster. Na zijn dood op 2 januari 1861 leefde Elisabeth rustig in haar appartementen in Sanssouci, het Charlottenburg paleis en te Stolzenfels. Doordat Frederik Willem en Elisabeth geen kinderen hadden werd haar man als koning opgevolgd door zijn jongere broer Wilhelm I. Ze zette zich de rest van haar leven in voor goede doelen in naam van haar wijlen man. Haar zwager, koning Wilhelm I van Pruisen (later keizer Wilhelm I van Duitsland), bleef haar vaak bezoeken en ze bleven goede vrienden. Ze heeft nog een poging gewaagd om haar neef Frans Jozef te koppelen aan haar nicht Anna van Pruisen, maar een verbinding met de Oostenrijkse Habsburgers werd door de Pruisische koning niet opportuun geacht.
Tijdens een bezoek aan haar zuster, koningin Amalia van Saksen, te Dresden in 1873 stierf ze plotseling op 72-jarige leeftijd. Ze ligt begraven naast haar man in de Friedenskirche te Potsdam.

## Varia
In 1827 werd in Aken een kuurzaal met drinkwaterfonteinen naar de toenmalige Pruisische kroonprinses Elisabeth Ludovika ("Elise") vernoemd: de Elisenbrunnen. Een borstbeeld van haar staat centraal opgesteld in de rotunda van het neoclassicistische gebouw.
- Bibliothèque nationale de France: cb156965148 (data)
- Gemeinsame Normdatei: 118688634
- International Standard Name Identifier: 0000 0000 6675 2935
- Library of Congress Control Number: nr93051622
- Nationale Bibliotheek van Tsjechië: pna20201075336
- Nationale Bibliotheek van Israël: 987007260879605171
- Nationale Bibliotheek van Polen: a0000002363482
- Nederlandse Thesaurus van Auteursnamen: 102328897
- Virtual International Authority File: 15563745
- WorldCat: E39PBJgX7XBXyTmdw66qKb9v73